# Posterunek techniczny

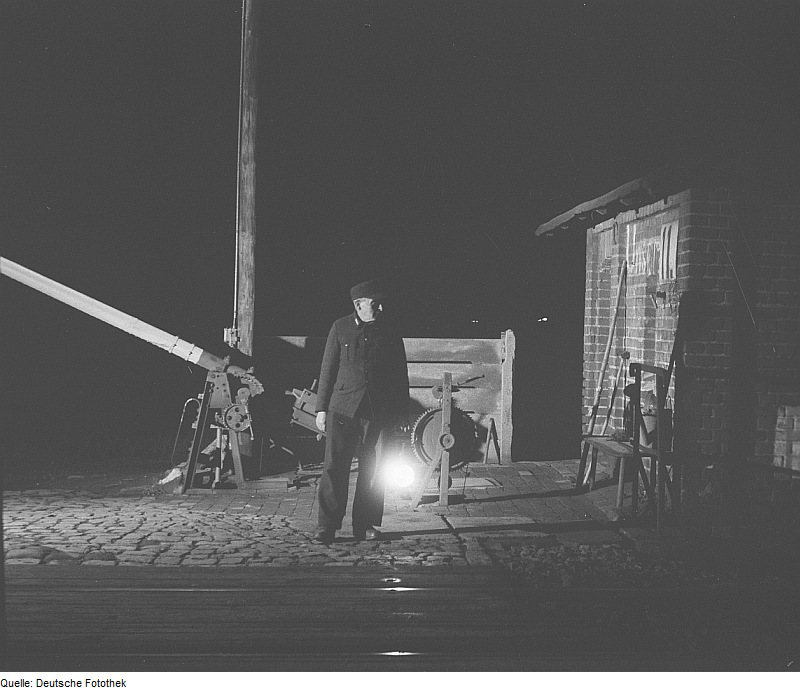
Dróżnik przy posterunku dróżnika (strażnicy)

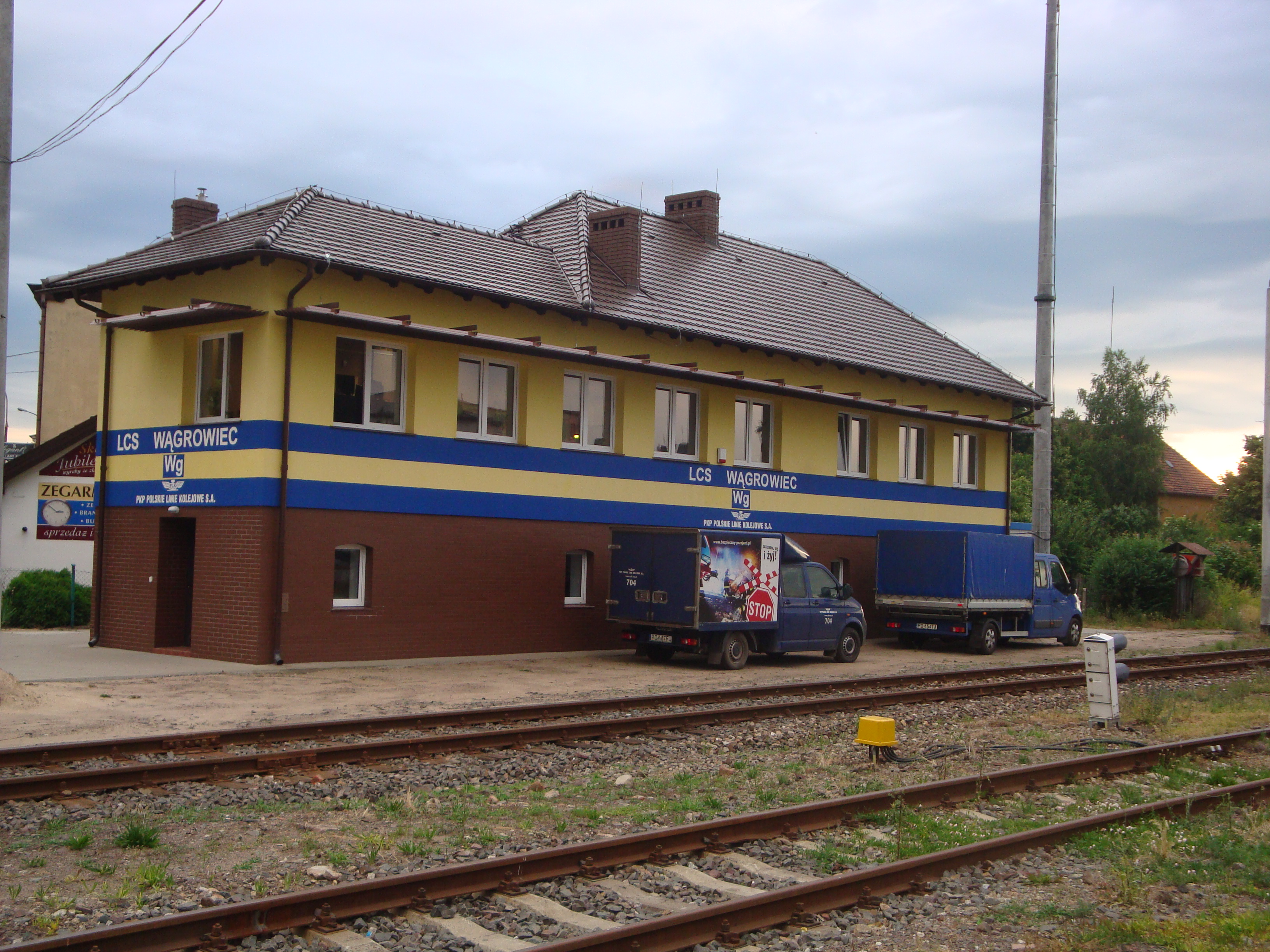
Nastawnia dysponująca, Lokalne Centrum Sterowania Wągrowiec

Posterunek techniczny – posterunek ruchu przeznaczony do wykonywania czynności ruchowych oraz bezpośredniego organizowania i nadzorowania tych czynności. 
Do czynności posterunków technicznych należą:
- nastawianie zwrotnic i semaforów,
- zabezpieczenie jazdy pociągów i manewrów,
- wykonywanie innych czynności ruchowych,
- bezpośrednie wykonywanie i nadzorowanie powyższych czynności na stacjach.

Celem realizacji swych zadań, posterunki techniczne wyposażone są w urządzenia techniczne zabezpieczenia, sterowania i kontroli ruchu kolejowego oraz urządzenia łączności i przetwarzania danych.
Na sieci PKP Polskie Linie kolejowe posterunki te dzielą się na:
- posterunki nastawcze (nastawnie i posterunki zwrotniczych),
- posterunki dróżnika przejazdowego (tzw. strażnice),
- posterunki stwierdzenia końca pociągu (skrót: PSKP)[2].

Dawniej rozróżniano również:
- posterunki dyspozytorskie (posterunki dyżurnego ruchu peronowego)

## Zobacz też

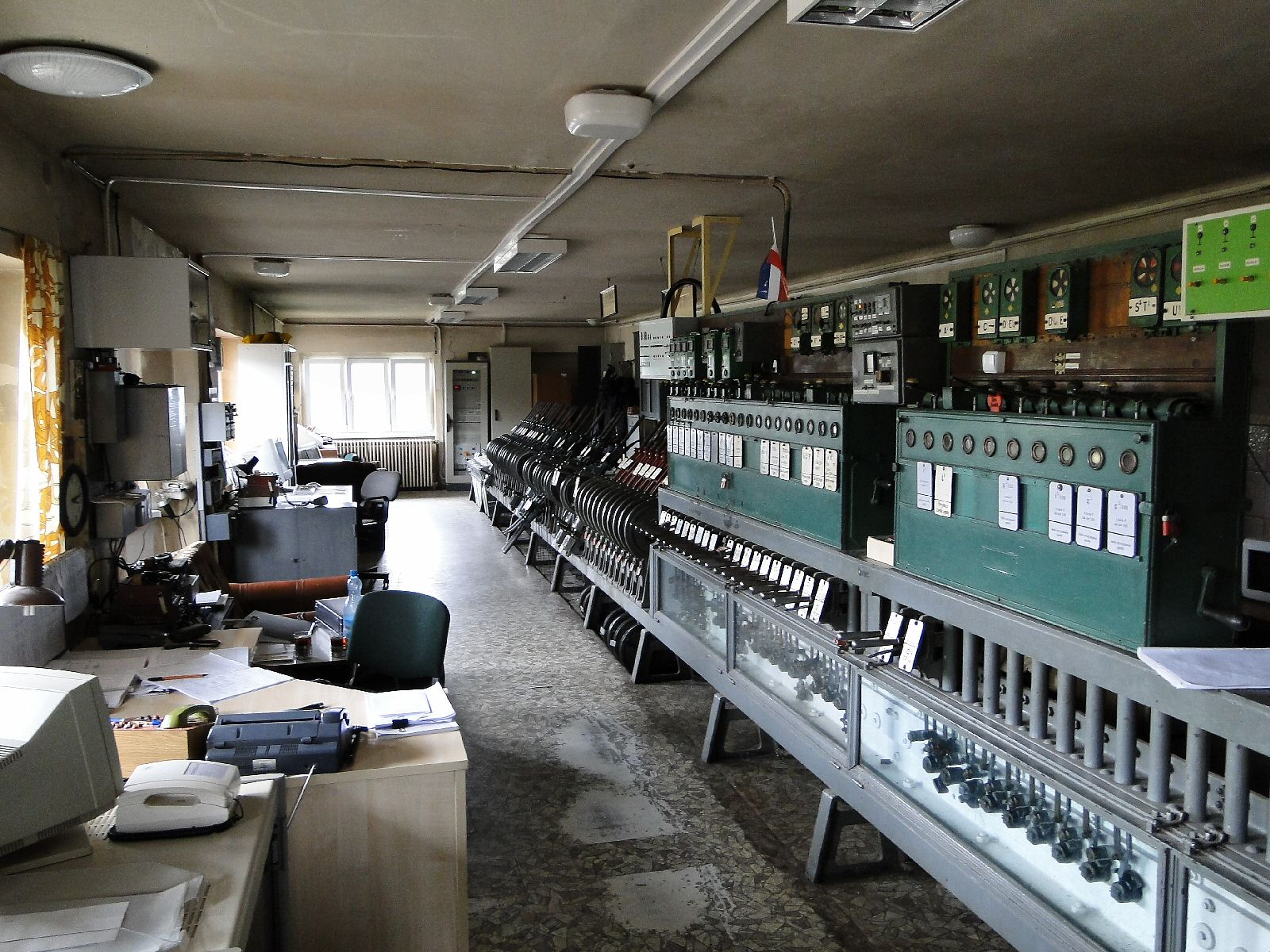
Wnętrze nastawni Szczecin Gumience